# Gouden Horde
De Gouden Horde (Tataars: Altın Urda, Turks: Altın Ordu) verwijst zowel naar een leger van Mongolen en hun Turkse onderdanen, collectief Tataren genoemd, als naar het rijk dat zij stichtten. Het rijk verving Koemanië (confederatie van Koemanen en Kiptsjaken, twee Turks-Tataarse volkeren) en bestreek delen van het huidige Rusland en Oekraïne. De naam is afgeleid van de kleur van de tent (horde) van de kan en is niet hetzelfde als de Mongoolse horde. Een andere naam is het Kiptsjaakse Kanaat.

## Geschiedenis

### Achtergrond
De staat werd in 1242 gesticht door Batu Khan, een kleinzoon van Dzjengis Khan en zoon van Jochi, en bleef tot 1503 bestaan.
Het leger dat door Batu Khan werd aangevoerd, was een van de drie legers die in 1235 door Ögedei Khan, de opvolger van Dzjengis, naar het Vorstendom Vladimir-Soezdal (de noordoostelijke uithoek van het Kievse Rijk) werden gestuurd. In 1237 stak het leger de rivier de Oeral over en trok al brandschattend en moordend het Kievse Rijk binnen. Batu's verovering en plundering van hoofdstad Kiev in 1240 wordt algemeen beschouwd als het einde van het Kievse Rijk. In 1241 plunderde het Krakau en Breslau, waar het zich na de Slag bij Liegnitz terugtrok, en bracht het in de Slag bij Mohi het Hongaarse leger een nederlaag toe en stak in de daaropvolgende winter de bevroren Donau over om de Hongaarse hoofdstad Óbuda te plunderen. Het ging niet om territoriale machtsuitbreiding, maar om oorlogsbuit, waaronder ook mensen die vaak als slaven verkocht werden aan Ottomanen en Arabieren.

### Stichting en opbouw
De uiteindelijke stichting van de Gouden Horde gebeurde in 1242, toen Batu Saraj tot zijn hoofdstad maakte en een staatsbestuur begon op te bouwen voor zijn veroverde en onderworpen gebieden. Spoedig daarna keerde hij tijdelijk terug naar Mongolië om deel te nemen aan de khuriltai voor de verkiezing van de opvolger van de overleden grootkan. Kazan werd eveneens een belangrijk handels- en politiek centrum. De gunstige geografische ligging op een kruispunt van belangrijke handelsroutes, droeg bij aan de groei van de stad.
De khan verwierf het voorrecht om de titel "grootvorst van Vladimir" per jarlik toe te kennen aan het hoofd van een van de takken van de Joerievichi van de Vladimir-Suzdaalse vorstendommen: de Jaroslavichi van Tver, de Daniiovichi van Moskou of de Konstantinovichi van Nizjni Novgorod-Soezdal.

### Grote Troebelen
Toen er in de Gouden Horde een successieoorlog uitbrak, bekend als de Grote Troebelen (Kerkslavisch: Velikaja zamjatnja; 1359-1381/2), waren er meerdere troonpretendenten die aan rivaliserende Roes' vorsten jarliks uit liepen te delen. De ene khan benoemde Moskou, de andere Novgorod-Soezdal en tussendoor bood een derde khan de grootvorstentitel aan Tver aan.
Het Groothertogdom Litouwen, dat in 1349 reeds Galicië-Wolynië had veroverd, profiteerde van de interne verzwakking en versloeg bij de Slag van de Blauwe Wateren (1362 of 1363) een Mongoolse factie. De Litouwers veroverden daarbij het vorstendom Kiev en centraal-Oekraïne.
In de jaren 1370 werd de Mongoolse krijgsheer Mamai de sterkste factie in het conflict, maar omdat hij niet rechtstreeks afstamde van Jochi, kon hij de troon niet voor zichzelf opeisen en moest zich behelpen met marionetten. In 1380 leden de strijdkrachten (inclusief enkele Roes' bondgenoten) van Mamai een nederlaag tegen een coalitie van opstandige Roes' vorsten onder leiding van Dmitri Donskoi van Moskovië in de Slag op het Koelikovo-veld. Uiteindelijk versloeg Tochtamysj de krijgsheer Mamai definitief in 1381, brandde in 1382 Moskou plat (met behulp van zijn Roes' bondgenoten van Nizjni Novgorod-Soezdal) en werd daarmee de nieuwe onbetwiste khan van de Gouden Horde en de onderworpen Roes' vorstendommen.

### Versplintering in kanaten en rompstaat Grote Horde
De vrede was van korte duur. Enige jaren later kreeg Tochtamysj het aan de stok met Timoer Lenk. Daarnaast zou Edigü hem, zijn Roes' vazallen en Polen-Litouwen een vernietigende nederlaag toebrengen in de Slag bij de Vorskla (1399). In de eerste helft van de 15e eeuw viel het Kiptsjaakse Kanaat geleidelijk uiteen in rivaliserende kanaten, waaronder het Kanaat van de Krim in 1444. Het restant ging onder de naam "Grote Horde" nog een tijd verder als rompstaat.
Litouwen en vanaf 1389 het Pools-Litouwse Gemenebest veroverden steeds meer Roes' vorstendommen in de afbrokkelende Mongools-Kiptsjaakse invloedssfeer. Het huidige Oekraïne kwam onder Pools bestuur, het huidige Belarus onder Litouws bestuur.
Ondertussen nam de invloed van het Grootvorstendom Moskou ook steeds verder toe. Hoewel Moskovië tribuut bleef betalen aan de Gouden Horde en later het Kanaat van de Krim, veroverde en annexeerde het steeds meer andere Roes' vorstendommen om zich heen. In dat proces werden de khanaten ten oosten en ten zuiden gaandeweg veroverd, en met de expansie naar het westen een begin gemaakt.
Uiteindelijk werd de Horde in 1503 definitief verslagen door het Kanaat van de Krim. De hoofdstad Saraj werd daarbij grondig verwoest en de archieven van de Gouden Horde gingen verloren, zodat veel van de geschiedenis en het bestuur van het kanaat uit andere bronnen moet worden gereconstrueerd.

## Tijdlijn van de Gouden Horde
- 1242: Batoe Khan sticht de Gouden Horde met als hoofdstad Saraï.
- 1252: de Mongoolse cavallerie verslaat het leger van Soezdal, en verwoest Pereslavl en Soezdal. De Mongolen nemen een groot deel van de bevolking gevangen en tot slaaf.
- 1258: de cavallerie onder leiding van Burundaj dwingt Daniel van Galicië de versterkingen van Galitsj te slechten en tribuut te betalen
- 1273: twee aanvallen van de Mongolen op het land van Novgorod, plundering van de steden Vologda en Bezjetsk
- 1274: rooftochten in het vorstendom Smolensk
- 1275: Mongoolse invasie van het zuidoostelijke grensgebied van de Roes, plundering van de stad Koersk
- 1278: rooftochten in het vorstendom Rjazan
- 1281: de mongolen veroveren Moerom en Pereslavl, en ondernemen rooftochten in de omgeving van Soezdal, Rostov, Vladimir, Joerjev-Polski, Tver en Torzjok
- 1282: aanval op de landen van Vladimir en Pereslavl
- 1283: aanval op Vorgol, Rylsk en Lipetsk, verovering van Koersk
- 1285: Rjazan en Moerom worden veroverd
- 1293: Moerom, Moskou, Kolomna, Vladimir, Soezdal, Joerjev-Polski, Pereslavl, Mozjajsk, Volok, Dmitrov en Oeglitsj worden ingenomen, aanval van de Mongolen op het vorstendom Tver
- 1307: aanval op het vorstendom Rjazan
- 1315: aanval op de steden Torzjok en Rostov
- 1317: aanval op het vorstendom Tver
- 1318: aanval op de steden Kostroma en Rostov
- 1322: aanval op de stad Jaroslavl
- 1327: na een opstand in Tver wordt de stad door de Mongolen verwoest
- 1358, 1365, 1373: aanvallen op het vorstendom Rjazan
- 1375: aanval op het zuidoostelijke grensgebied van het vorstendom Nizjni Novgorod
- 1377 en 1378: aanval op de vorstendommen Nizjni Novgorod en Rjazan
- 1380: Slag op het Koelikovo-veld
- 1382: de kan Tochtamysj brandt Moskou neer met groot verlies aan levens
- 1391: aanval op de stad Chlynov
- 1395: aanval en vernietiging van de stad Jelets
- 1399: inval in het vorstendom Nizjni Novgorod
- 1408: aanval op de stad Serpoechov en de omgeving van Moskou, Pereslavl, Rostov, Joerjev, Dmitrov, Nizjni Novgorod en Galitsj
- 1410: aanval op de stad Vladimir
- 1429: rooftochten in het gebied van Galitsj, Kostroma, Loech en Pljos
- 1439: rooftochten in het gebied van Moskou en Kolomna
- 1441: het Kanaat van de Krim wordt onafhankelijk van de Gouden Horde
- 1443: rooftochten in het gebied van Rjazan
- 1445: aanval op Nizjni Novgorod en Soezdal
- 1449: rooftochten in de zuidelijke grensgebieden van het Vorstendom Moskou
- 1451: aanval op nederzettingen nabij Moskou
- 1455 en 1459: plundering van de zuidelijke grensgebieden van het vorstendom Moskou
- 1468: aanval op de omgeving van Galitsj
- 1472: verovering van de stad Aleksin
- 1480: het Staan bij de Oegra: voordat er een veldslag plaatsvindt, trekken beide legers zich terug. Eeuwen later verdraaiden Russisch-nationalistische historici deze gebeurtenis alsof hiermee het "Mongools-Tataarse juk" over "Rusland" was verbroken, maar verschillende vorstendommen zoals Moskovië bleven tribuut betalen aan het Kanaat van de Krim.
- 1503: Kan Meñli I Giray van de Krim versloeg het laatste restant van de Gouden Horde en riep zichzelf uit tot grootkan.